# Hafizabad
Hafizabad är huvudort för ett distrikt med samma namn i den pakistanska provinsen Punjab. Folkmängden uppgick till cirka en kvarts miljon invånare vid folkräkningen 2017.